# Albert Smith White

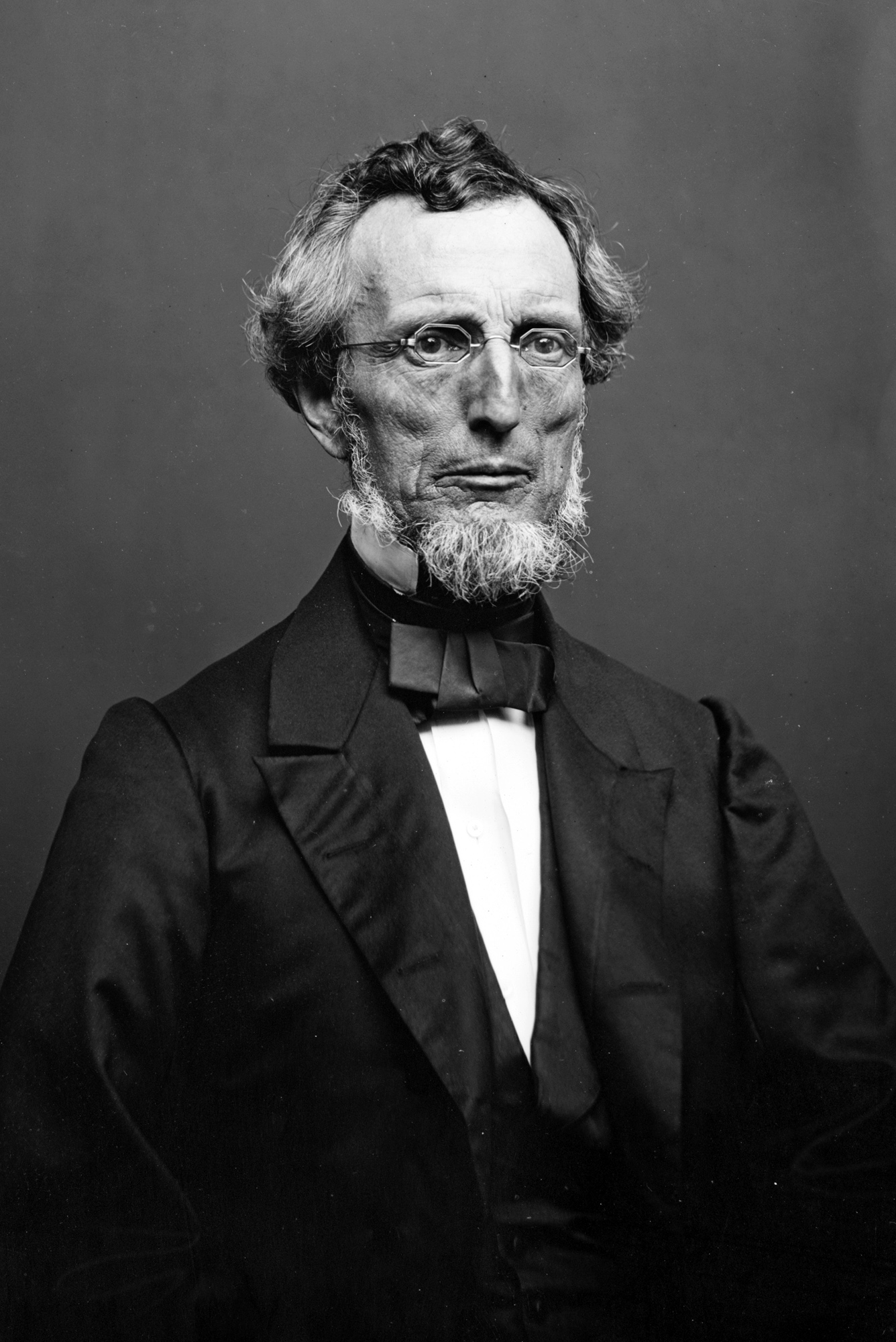
Albert Smith White

Albert Smith White, född 24 oktober 1803 i Orange County, New York, död 4 september 1864 i Stockwell, Indiana, var en amerikansk politiker och jurist. Han representerade delstaten Indiana i båda kamrarna av USA:s kongress. Han representerade Indianas 7:e distrikt som whig i USA:s representanthus 1837-1839 och Indianas 8:e distrikt som republikan 1861-1863. Han representerade Indiana i USA:s senat 1839-1845.
White utexaminerades 1822 från Union College i Schenectady. Han studerade därefter juridik och flyttade efter en tid till Indiana.
Kongressledamoten Edward A. Hannegan kandiderade inte till omval i kongressvalet 1836. White vann valet och efter en mandatperiod i representanthuset valdes han som whig-partiets kandidat till senaten i en situation där demokraten John Tipton inte kandiderade till omval på grund av dålig hälsa. White var ordförande i senatens utskott för indianärenden 1842-1845. Han kandiderade inte till omval efter en mandatperiod i senaten.
White var länge verksam som jurist och som chef för olika järnvägsbolag. Han kandiderade i kongressvalet 1860 till representanthuset som republikan och vann. Efter sin mandatperiod i representanthuset efterträddes han som kongressledamot av Godlove Stein Orth.
White blev 1864 utnämnd till en federal domstol. Karriären som domare blev kortvarig, eftersom han dog senare samma år. Hans grav finns på Greenbush Cemetery i Lafayette, Indiana.